# ジェリー・ウェクスラー
ジェリー・ウェクスラー（Jerry Wexler、1917年1月10日 - 2008年8月15日）は、アメリカ合衆国の音楽ジャーナリスト出身の音楽プロデューサーであり、1950年代から80年代にかけて米国のポピュラー音楽に大きな影響を与えた。
彼はリズム・アンド・ブルースという用語を生み出し、レイ・チャールズ、オールマン・ブラザーズ・バンド、クリス・コナー、アレサ・フランクリン、レッド・ツェッペリン、ウィルソン・ピケット、ダイアー・ストレイツ、ダスティ・スプリングフィールド、ボブ・ディランといった大物スターたちのレコード契約、あるいはプロデュースにおいて重要な役割を果たした。
ウェクスラーは1987年にロックの殿堂入りし、2017年にはナショナル・リズム・アンド・ブルースの殿堂に入っている。

## 若齢期
ウェクスラーはニューヨークのブロンクス地区に生まれた。父親はドイツ系ユダヤ人、母親はロシア系ユダヤ人であった。彼はアッパー・マンハッタンのワシントンハイツで育った。15歳でジョージ・ワシントン高等学校を卒業したものの、その後進学したニューヨーク市立大学シティ・カレッジは2学期通っただけで中退している。1935年、ウェクスラーはカンザス州立大学に入学し、その後断続的に何年か同校で学んだ。アメリカ陸軍に入隊した後、ウェクスラーは真面目な学生となり、1946年に同大学で報道の学士号を取得して卒業した。

## キャリア
1947年、ウェクスラーはビルボード誌にレポーターとした入社した。同誌に勤務していた際、彼は「リズム・アンド・ブルース」という用語を生み出している。1949年、彼の提案によって、同誌はそれまで使用していたレイス（人種）・レコード・チャート（race records chart）という用語を「リズム・アンド・ブルース・レコード・チャート」に名称変更した。ウェクスラーは次のように述べている：「当時、レイスは一般的な用語で、黒人たちも使っていました。一方で、『レイス・レコード』という言い方はしっくりこなかったのです。そこで私はその音楽に合う言い方として『リズム・アンド・ブルース』を思いつきました。文明的に進んだ時代によりぴったりくる名前だったのです」。
ウェクスラーは1963年、アトランティック・レコードのパートナーとなった。レイ・チャールズ、ドリフターズ、ルース・ブラウンらが同レーベルでレコーディングをした。アーメット・アーティガンとネスヒ・アーティガンと組み、ウェクスラーはアトランティックをレコード業界の有力企業に仕立て上げた。
1960年代には、彼はウィルソン・ピケットとアレサ・フランクリンをレコーディングし、ダスティ・スプリングフィールドの高く評価された『Dusty In Memphis』、ルルの『New Routes』といったアルバムをプロデュースした。彼はまた、スタックス・レコードの創設者のジム・スチュアートと緊密な関係を築き、同レーベルの配給契約を締結した。彼は当時人気を博しつつあったマッスル・ショールズ・サウンドの支持者でもあり、マッスル・ショールズ・サウンド・スタジオとマッスル・ショールズ・リズム・セクションの立ち上げに際して出資をしている。1967年、彼はアレサ・フランクリンのキャリアを一転させたことにより、年間レコード会社幹部賞の栄誉を得ている。1966年11月にフランクリンのコロムビアとのレコード契約が終了したが、レコードの売り上げが期待値を下回っていたため、彼女は同社に対して借金を抱えた状態であった。アトランティックと契約し、ウェクスラーと仕事をするようになり、1968年の時点で彼女は「アメリカで最も成功した歌手」となっていた。彼の1960年代の働きが、アトランティック・レコードをソウル・ミュージックの最前線へと押し上げたのである。
1968年に彼とアーメット・アーティガンはレッド・ツェッペリンをアトランティックと契約させた。これは、ベーシストのジョン・ポール・ジョーンズと仕事をしたことがあった歌手のダスティ・スプリングフィールドの推薦があったことと、ウェクスラーとアーティガンがギタリストのジミー・ペイジのことをヤードバーズの時代のパフォーマンスで知っていたことによるものであった。アトランティックのラインアップはかつてなく強力となり、これに目を付けたワーナー・ブラザーズ・レコードが、1968年に同レーベルを買収した。この買収が実施される前、ウェクスラーはジム・スチュアートに対しよく内容を確認することをせずに、アトランティックと契約をするように薦めた。そこには、対価を支払うことなくスタックスのレコーディングのマスターの所有権の97%をアトランティックが所有することが規定されていたが、ウェクスラーはそれを認識していなかった。1975年にウェクスラーはアトランティックから親会社のワーナー・レコードへ移動している。
1979年、ウェクスラーは、ボブ・ディランの物議を醸したアルバム『スロー・トレイン・カミング』をプロデュースした。このアルバムはディランがボーン・アゲイン・クリスチャンとなって最初の作品であり、マッスル・ショールズでレコーディングされた。ここに収録された「Gotta Serve Somebody」でディランは1980年にグラミー賞を受賞している。ウェクスラーがこのアルバムのプロデュースをすることに同意した際、彼はその内容については理解をしていなかった。「このアルバムはマッスル・ショールズで制作したいと思っていました。実際にそうしたのですが。でも、その準備はボブが住むロサンゼルスで行ないました」とウェクスラーは言う。「そのとき初めて、用意された曲がボーン・アゲイン・クリスチャンについてのものであることを知ったのです。私は、ボブがイエス・キリストの雰囲気を出すためにさまよえるユダヤ人である私を指名したという皮肉は面白いと思いました。しかし、彼がボーン・アゲイン・クリスチャンになったことは、彼が私に説教をし出すまで思いもよりませんでした。私は言ったんです『ボブ、あなたは62歳のユダヤ人の無神論者を相手にしているんですよ。私は絶望的な気持ちです。早いところアルバムを作りましょう』とね」。
1983年、ウェクスラーはイギリスのシンガーソングライターのジョージ・マイケルのレコーディングを行なった。このセッションの最もよく知られることとなったアウトテイクはマッスル・ショールズでレコーディングされた「ケアレス・ウィスパー」のレアな初期バージョンであった。1987年、ウェクスラーはロックの殿堂入りを果たしている。
彼は1990年代末に音楽業界から引退している。
1990年代の多くをウェクスラーはニューヨーク州イースト・ハンプトンのデイヴィッズ・レーンに暮らし、彼の日常生活の手助けをしてもらい、日々交流のあった中国人の家族と共同生活をした。

## 映像作品への登場
レイ・チャールズの伝記映画『Ray/レイ』の中で、リチャード・シフがウェクスラー役を演じている。アレサ・フランクリンの人生を綴った映画『リスペクト』ではマーク・マロンが、テレビ・ドラマ『ジーニアス』のシーズン3ではデヴィッド・クロスがそれぞれウェクスラー役を務めている。2000年には、映画監督のトム・サーマンによってウェクスラーのドキュメンタリー映画『Immaculate Funk』が制作された。ウェクスラー自身によるアトランティックのサウンドについての表現（完璧なファンク）を映画のタイトルにしている。

## 私生活
ウェクスラーは3回結婚している。1941年に彼はシャーリーカンプと結婚し3人の子供をもうけたが離婚した。2人目の妻はレネー・パッパスであった。彼の3人目の妻は、劇作家、小説家のジーン・アーノルドであった.

## 死去
ジェリー・ウェクスラーは2008年8月15日、うっ血性心不全のためフロリダ州サラソータの自宅で死去した。91歳だった。死去の数年前にとある映画監督に自らの墓石に何と刻んでほしいか聞かれたウェクスラーは、「2つの単語『More bass』がいいです」と答えている。